# Merula Salaman
Merula Salaman, (n. 16 octombrie 1914 – d. 18 octombrie 2000, Petersfield, Hampshire, Marea Britanie) a fost o actriță și o scriitoare engleză. Salaman s-a căsătorit în 1938 cu actorul Alec Guinness și au avut un fiu.